# Volo Pulkovo Airlines 612
Il volo Pulkovo Aviation Enterprise 612 era operato dalla compagnia aerea russa Pulkovo Aviation Enterprise (oggi Rossija Airlines), partito dall'aeroporto di Anapa, sul Mar Nero, alla volta di San Pietroburgo.
Il 22 agosto 2006, un Tupolev Tu-154M che stava percorrendo tale tratta è stato oggetto di un incidente aereo. Il velivolo si schiantò al suolo nell'Ucraina orientale, vicino al confine con la Russia, causando la morte di tutti gli occupanti del velivolo, 170 persone.

## La dinamica dell'incidente e le sue conseguenze

### I fatti di cronaca
Il 22 agosto 2006, fra le 14:37 e le 14:39 ora di Kiev (fra le 13:37 e le 13:39 italiane), l'aereo, un Tupolev Tu-154, della compagnia aerea Pulkovo Aviation Enterprise (oggi Rossija Airlines), mentre si trovava circa 45 km a nord di Donec'k lanciò 3 segnali di SOS mentre si trovava ad un'altitudine di 37 600 piedi (11 500 m), lanciò poi un quarto segnale di SOS ad altitudine 10 000 piedi (3 000 m) per poi scomparire dai radar alle ore 14:39 (ora locale). Il luogo dell'impatto fu localizzato nelle vicinanze del villaggio di Sukha Balka, in un terreno acquitrinoso. Nel disastro persero la vita tutti i 160 passeggeri, in maggioranza russi e di cui ben 39 bambini, e i 10 membri dell'equipaggio.
Dei testimoni a terra riferirono di avere visto l'aereo cadere intero e di non avere visto esplosioni, ma che nel momento in cui il velivolo toccò terra si levarono fiamme altissime. Furono viste poltrone sbalzate fuori dall'urto con ancora attaccati i corpi. I soccorritori, arrivati un'ora dopo, trovarono resti umani e lamiere sparsi su una vasta area. Un uomo di un villaggio vicino riuscì anche a filmare lo schianto con un telefono cellulare.

### Discrepanza sul numero dei cadaveri
Al completamento delle operazioni di recupero dei corpi delle vittime, è emerso che è stato recuperato un cadavere di troppo: i soccorritori hanno trovato i resti di 171 persone. La compagnia aerea ha comunicato di non essere in grado di fornire informazioni sull'identità della centosettantunesima vittima, rimettendo la questione alla magistratura che indaga sulla tragedia.

### Le cause
La compagnia affermò che l'aereo era in condizioni "normali" e che il comandante era esperto, avendo all'attivo oltre 9.000 ore di volo.
Le cause della sciagura sembrano legate all'eccezionale ondata di maltempo che imperversava sulla zona, anche se fonti ucraine parlarono di un incendio sviluppatosi a bordo prima della caduta (alcuni esperti si dissero convinti che la carlinga fosse stata colpita da un fulmine): è stato comunque escluso che si sia trattato di un atto terroristico.
La procura russa aprì comunque un'inchiesta per "violazione delle regole di sicurezza del traffico aereo o dell'uso del trasporto aereo", mentre i meteorologi ucraini accusarono i colleghi russi, sostenendo di avere avvertito l'aeroporto della presenza di un temporale fortissimo con un fronte di 13-15 chilometri, per cui l'aereo non avrebbe dovuto decollare.
Il rinvenimento delle due scatole nere, avvenuto il giorno successivo all'incidente, confermò l'ipotesi del maltempo e dell'errore del pilota quali cause del disastro: l'equipaggio, portando l'aereo ad un'altitudine eccessiva per sfuggire alle proibitive condizioni meteo, inclinò troppo l'aereo verso l'alto causando uno stallo aerodinamico. La velocità si azzerò e l'aereo iniziò ad avvitarsi su se stesso fino allo schianto, nel quale morirono tutte le 170 persone a bordo.

### L'aereo
Il velivolo era un Tupolev Tu-154M, registrato come RA-85185. Prodotto nel 1992, aveva alle spalle circa 24.215 ore di volo; era stato di proprietà della compagnia aerea cinese Sichuan Airlines sino a quando la Pulkovo Aviation Enterprise lo comprò nel 2001.

## Considerazioni
L'altissimo numero di piccole vittime (33 sotto i dodici anni, sei sotto i due anni) si spiega col fatto che Anapa è una spiaggia particolarmente frequentata dalle famiglie russe perché bene attrezzata per i bambini.
La tragedia segue di nemmeno due mesi l'incidente di Irkutsk della S7 Airlines (ex-Siberia Airlines), che vide lo schianto di un Airbus A310, con oltre 120 vittime (tra cui - anche in quel caso - molti bambini che erano in viaggio per vacanza), a sua volta di poco successivo ad un'altra rovinosa caduta di un Airbus A320 della compagnia di bandiera armena Armavia, che il 3 maggio 2006 era precipitato in fase di atterraggio nella città costiera di Soči, sul Mar Nero, con un bilancio di 113 morti.
Con l'ultimo incidente del Tupolev della Pulkovo, il 2006 si prefigura come l'anno nero per l'aviazione civile russa: i cieli dell'ex URSS sono ormai tra i più pericolosi: sotto accusa i velivoli vecchi, la scarsa manutenzione, gli aeroporti inadeguati ed i controlli a terra insufficienti.